# Bandera de Villafufre
La bandera de Villafufre es uno de los símbolos del municipio español de Villafufre (Cantabria), junto a su escudo. Dicha bandera es de paño rectangular, de proporciones 2:3, dividido horizontalmente por mitad, de color amarillo oro la parte superior y azul la inferior, excepto el tercio inmediato al asta, que es de color verde.
La bandera fue adoptada en sesión plenaria celebrada por el ayuntamiento el día 3 de febrero de 2016 siendo autorizada por el Consejo de Gobierno de Cantabria el día 7 de diciembre de 2017, previo informe favorable emitido por la Real Academia de la Historia con fecha 14 de noviembre de 2016.